# Yusei Toshida
Yusei Toshida (japanisch 土信田 悠生 Toshida Yusei; * 23. Juli 1999 in Shūnan, Präfektur Yamaguchi) ist ein japanischer Fußballspieler.

## Karriere
Yusei Toshida erlernte das Fußballspielen in der Schulmannschaft der Tatara Gakuen High School sowie in der Universitätsmannschaft der Komazawa-Universität. Seinen ersten Vertrag unterschrieb er am 1. Februar 2022 bei Roasso Kumamoto. Der Verein, der in der Präfektur Kumamoto beheimatet ist, spielt in der zweiten japanischen Liga. Sein Zweitligadebüt gab Yusei Toshida am 20. Februar 2022 (1. Spieltag) im Auswärtsspiel gegen den Renofa Yamaguchi FC. Hier wurde er in der 77. Minute für Kōki Sakamoto eingewechselt. Das Spiel endete 1:1.